# Église Saint-Gérard-de-Csanád de Vršac
Pour les articles homonymes, voir Église Saint-Gérard.
L'église Saint-Gérard-de-Csanád de Vršac (en serbe cyrillique : Римокатоличка црква св. Герхарда де Сангредо у Вршацу ; en serbe latin : Rimokatolička crkva sv. Gerharda de Sangredo u Vršacu) est une église catholique située à Vršac et dans le district du Banat méridional, en Serbie. Elle est inscrite sur la liste des monuments culturels protégés de la république de Serbie (identifiant no SK 1765).
C'est la plus grande église catholique de Serbie.
Elle est dédiée à Gerardo Sagredo ou Gérard de Hongrie qui évangélisa la Hongrie au XIe siècle.

## Historique
La construction a commencé en 1860 et s'est achevée en 1863 , ; son architecte, Franc Brandajs, l'a conçu dans le style néo-gothique,.

## Dimensions
Les dimensions de l'édifice sont les suivantes :
- Hauteur intérieure ; 19,5 m
- Longueur : 61 m
- Hauteur des tours : 63 m
- Largeur ; 22 m

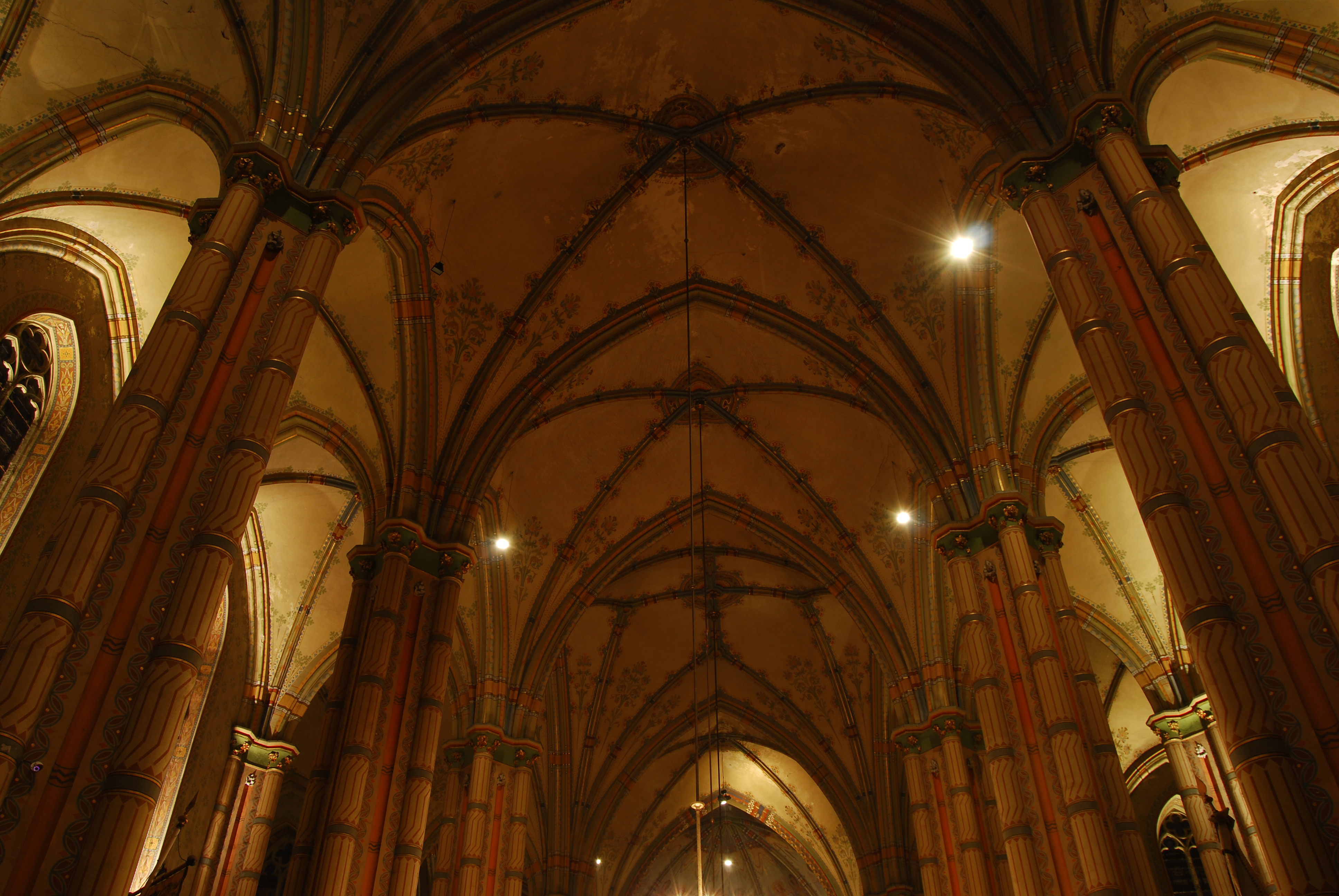
L'intérieur de l'église.
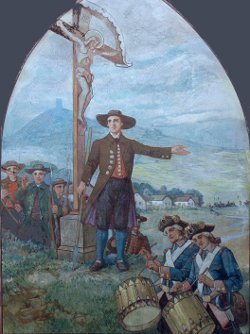